# Iglesia de Nuestra Señora de Gracia (Macati)
La Iglesia de Nuestra Señora de Gracia es una iglesia católica de estilo barroco situada en una de las más antiguas parroquias de la ciudad de Macati, en Filipinas. La iglesia parroquial y su monasterio adyacente actualmente son administrados por los frailes agustinos de la Provincia de Santo Niño de Cebú. Está cerca de la Capilla conmemorativa Loyola, el complejo Laperal, y el Seminario Menor Guadalupe.

## Descripción
La iglesia es una mezcla de arquitecturas diferentes, debido en parte al hecho de que tuvo que ser parcialmente reconstruida y restaurada en 1882, una vez después de un terremoto, y de nuevo en 1894.
En el Capítulo celebrado el 30 de noviembre de 1603, la patrona, Nuestra Señora de Gracia fue cambiada por Nuestra Señora de Guadalupe a raíz del pedido de varios devotos y religiosos de honrar la memoria de la Virgen María venerada en Extremadura, España. Posteriormente se trajo desde España una réplica de madera de la estatua.
En 1632, la devoción se había extendido debido al comercio de galeones entre Manila y Acapulco. Devotos de España y México subieron al santuario de Guadalupe para presentar sus respetos a la Virgen. Se convirtió en una cortesía tan habitual que las autoridades se vieron obligadas a levantar un muelle de desembarco al pie de la colina junto al río. Para acoger a los peregrinos, que a su vez nunca dejaron de donar dinero, se construyó una casa de madera y una escalera de piedra de unos cien escalones.
Juan de Montes de Oca, quien fue elegido Prior Administrador de Guadalupe, inició la construcción de un santuario de piedra. Juan de Montes de Oca es pariente del líder de la Revolución Filipino-Mexicana contra España Isidoro Montes de Oca, el estandarte de batalla de la cual también era Nuestra Señora de Guadalupe de México, la misma patrona titular de la actual iglesia en Makati.
La iglesia es uno de los lugares para bodas más populares del área de la gran Manila.